# Mikloș Bodoczi
Mikloș Bodoczi (n. 9 mai 1962, Satu Mare) este un scrimer român specializat pe spadă, laureat cu argint la Campionatul Mondial din 1986. A fost campion a României în 1982 și în 1989. S-a stabilit în Germania unde este antrenor la clubul de scrimă din Offenbach am Main. Fiul lui, Nikolaus, este și el un scrimer de performanță, tragând pentru Germania.